# 有賀豊彦
有賀 豊彦（ありが とよひこ、1941年 - ）は、日本の生理学者。勲等は瑞宝小綬章。学位は医学博士（日本大学・1974年）。株式会社健康家族顧問、日本大学名誉教授、一般社団法人日本血栓止血学会功労会員。
日本大学医学部助手、ヴァンダービルト大学研究員、日本大学医学部助教授、日本大学農獣医学部教授、日本大学生物資源科学部教授などを歴任した。

## 概要
長野県出身の生理学者である。ニンニクに関する研究では第一人者として知られ、抗血小板作用を持つメチルアリルトリスルフィドを世界で初めて発見したことでも知られている。日本大学やヴァンダービルト大学で勤務し、後進の育成に努めた。

## 来歴

### 生い立ち
1941年（昭和16年）、長野県にて生まれた。太平洋戦争終結後、同名の学校法人により設置・運営される日本大学に進学し、農獣医学部の農芸化学科にて学んだ。1964年（昭和39年）に日本大学を卒業した。それに伴い、農学士の称号を取得した。

### 生理学者として
1969年（昭和44年）、母校である日本大学に採用され、医学部の助手として着任した。医学部においては、生理学教室に所属していた。その傍ら「Studies on biliary plasminogen activator -- a new extraction method for bilokinase」と題した博士論文を執筆していた。その結果、日本大学より医学博士の学位が授与された。その後、アメリカ合衆国に渡り、1981年（昭和56年）から1982年（昭和57年）にかけてヴァンダービルト大学で研究員を務めた。ヴァンダービルト大学においては、病理学研究室に所属していた。日本に帰国後、1984年（昭和59年）に日本大学の医学部にて助教授に昇任した。1990年（平成2年）、日本大学の農獣医学部に異動し、教授に昇任した。その後、農獣医学部が生物資源科学部に改組されることになり、1996年（平成8年）4月より生物資源科学部の教授を務めた。
日本大学を退職すると、2012年（平成24年）に名誉教授の称号が授与された。また、健康家族では顧問を務めた。これまでの功績が評価され、教育研究功労により2022年（令和4年）春に瑞宝小綬章が授与された。

## 研究
専門は生理学である。1980年（昭和55年）よりニンニクの研究に取り組んでいた。当時、ニンニクに血小板抑圧制作用があることは知られていたものの、どの成分による作用なのかは不明であった。そこでニンニクの精油に含まれている16種の成分を分離し、血小板抑圧制作用を持つ物質を見出す研究に取り組んだ。その結果、抗血小板作用を持つメチルアリルトリスルフィドを発見し、1981年（昭和56年）の『ランセット』誌上にて発表した。この研究成果は、1987年（昭和62年）に開催された日本農芸化学会の大会においてもシンポジウムで取り上げられ、学界で広く認められるところとなった。もともと日本におけるニンニクの研究は、スコルジニンを発見した小湊潔とアリチアミンを発見した藤原元典らが嚆矢となり、1980年代においては岩井和夫、川岸舜郎、西村弘行が中心となっていた。メチルアリルトリスルフィドの発見により、有賀もその一角を占めるようになった。のちに岩井と川岸が引退し、西村がタマネギの研究に転じると、有賀が日本のニンニクの研究の第一人者と目されるに至った。さらに、ニンニクによる抗癌作用についての研究にも取り組んでいた。
学術団体としては、日本農芸化学会、日本血栓止血学会、日本生理学会、日本香辛料研究会、日本栄養・食糧学会、生物資源研究会、などに所属していた。日本農芸化学会、日本生理学会、および、日本栄養・食糧学会においては、それぞれ評議員を務めていた。日本香辛料研究会においては、役員を務めていた。生物資源研究会においては、理事を務めていた。日本血栓止血学会からは、功労会員の称号を授与されている。

## 略歴
- 1941年 - 長野県にて誕生[4]。
- 1964年 - 日本大学農獣医学部卒業[1]。
- 1969年 - 日本大学医学部助手[1]。
- 1981年 - ヴァンダービルト大学研究員[1]。
- 1984年 - 日本大学医学部助教授[1]。
- 1990年 - 日本大学農獣医学部教授[1]。
- 1996年 - 日本大学生物資源科学部教授[1]。
- 2012年 - 日本大学名誉教授[3]。

## 栄典
- 2024年 - 瑞宝小綬章[8]。

## 著作

### 単著
- 有賀豊彦著『最先端！　ニンニク健康法——ニンニク研究の第一人者が明らかにした、その本当の実力！』リヨン社、2008年。ISBN 978-4-576-08148-9

### 共著
- 広田才之ほか編『栄養学総論』共立出版、1993年。ISBN 4320060938
- 廣田才之ほか編『栄養学総論』改訂版、共立出版、2000年。ISBN 4320061330
- 有賀豊彦・浜内千波著『にんにくでガン予防！』実業之日本社、2010年。ISBN 978-4-408-63187-5

### 監修等
- 林幸子料理、有賀豊彦監修『にんにくで免疫力＆代謝アップレシピ』主婦と生活社、2010年。ISBN 978-4-391-63052-7
- 有賀豊彦監修『パワー野菜！　にんにく＆たまねぎの底力』NHK出版、2011年。ISBN 978-4-14-199116-8

### 註釈
1. ↑  日本大学農獣医学部は、1996年に生物資源科学部に改組された。
2. ↑  農学士の称号は、1991年7月1日以降の学士（農学）の学位に相当する。
3. ↑  医学博士の学位は、1991年7月1日以降の博士（医学）の学位に相当する。

## 関連人物
- 浜内千波
- 林幸子 (料理研究家)